# Ichoria mexicana
Ichoria mexicana är en fjärilsart som beskrevs av Max Wilhelm Karl Draudt 1931. Ichoria mexicana ingår i släktet Ichoria och familjen björnspinnare. Inga underarter finns listade i Catalogue of Life.